# Miro Cerar
Miroslav Cerar (Ljubljana, 25. kolovoza 1963.) slovenski je političar i pravnik.
Sin je olimpijskog gimnastičara Miroslava Cerara i gimnastičarke Zdenke Cerar, koja je kasnije postala poznata slovenska pravnica.
Sudjelovao je u pisanju Ustava Republike Slovenije. Bio je i profesor na sveučilištima u SAD.
Redovni je profesor na Pravnom fakultetu sveučilišta u Ljubljani.
U 2014. osnovao je političku stranku pod imenom Stranka Modernog Centra i pobijedio na izborima 2014.